# Ibalonius flavopictus
Ibalonius flavopictus is een hooiwagen uit de familie Podoctidae. De originele naamcombinatie (protoniem) was Ibalonius flavopictus Hirst, 1911. Een volgende naamrecombinatie werd gepubliceerd als Mesoceras flavopictum (Hirst, 1911) in Roewer 1912. Een volgende naamrecombinatie werd gepubliceerd als Trimesoceras flavopictum (Hirst, 1911) in Roewer 1949, maar werd vervolgens teruggedraaid. Na 2023 de geldige combinatie is Ibalonius flavopictus Hirst, 1911. Een alternatieve spelling in sommige online bronnen was Ibalonius flavopictum, maar blijkbaar niet overgenomen in taxonomische publicaties.